# Imperial College London
L'Imperial College London (oficialment The Imperial College of Science, Technology and Medicine) és una universitat britànica fundada en 1907, situada a Londres en el barri de South Kensington, Anglaterra. És especialitzada en ciència, enginyeria, medicina i ciències empresarials. L'Imperial College atreu estudiants del món sencer (més de 125 nacionalitats representades en 2016). Compta amb 15 Premis Nobel, 2 Medalles Fields i 70 Fellows de la Royal Society. Les contribucions de la universitat a la societat inclouen el descobriment de la penicil·lina, els desenvolupaments de l'holografia i de la fibra òptica. L'Imperial College està constantment entre les deu universitats més prestigioses del món en les classificacions internacionals.
Imperial College va ser inicialment un component de la Universitat de Londres abans d'esdevenir una institució independent amb motiu del seu centenari, el 2007. És membre de la Lliga d'Universitats de Recerca Europees des de l'1 de gener del 2010. Imperial és també un membre del Russell Group, del G5, de l'Associació d'universitats de la Commonwealth. També forma part de l'anomenat Triangle d'Or, junt amb University of Cambridge, University of Oxford, University College London (UCL), King's College de Londres (KCL) i London School of Economics (LSE).